# Борго Кватордичи (Л'Аквила)
Борго Кватордичи (итал. Borgo Quattordici) је насеље у Италији у округу Л'Аквила, региону Абруцо.
Према процени из 2011. у насељу је живело 307 становника. Насеље се налази на надморској висини од 668 м.